# Marie-Clémence Paes
Marie-Clémence Andriamonta-Paes, est une productrice et réalisatrice de cinéma franco-malgache. Au générique de certains films, elle est parfois créditée sous le nom de Marie-Clémence Paes.

## Biographie
Marie-Clémence Paes a créé en 1988 avec César Paes, la société de production indépendante, Laterit Production. Cesar Paes son compagnon, est lui-même réalisateur franco-brésilien. Elle a produit et réalisé de nombreux longs métrages documentaires. Dans ces films engagés, la musique tient un rôle important et est souvent utilisée comme élément narratif. Ces films abordent les questions sociales et luttent contre les clichés. Ces films ont remporté plusieurs prix au festival Cinéma du Réel.  
En 2012, elle co-réalise L'Opéra du bout du monde. Ce documentaire est le récit de la création d'un opéra contemporain réunionnais racontant l'arrivée des officiers de Louis XIV dans les îles de l'Océan Indien. Marie Clémence Paes réside actuellement à Paris. 
En 2019, elle réalise seule un long métrage, Fahavalo, sur la mémoire qui reste de l'insurrection malgache de 1947,,.

## Filmographie

### Comme réalisatrice
- 2019 : Fahavalo, Madagascar 1947, long métrage documentaire, sorti en salles en France le 30 janvier 2019[6]

### Comme co-auteur
- 2012 : L’opéra du bout du monde, long métrage documentaire de Cesar Paes, film franco-malgache, 96 min[7]
- 1989 : Angano... Angano... Nouvelles de Madagascar, documentaire de Cesar Paes, 63 min, 1er prix au 30e festival dei popoli de Florence

### Comme productrice
- 2016 : Songs for Madagascar, documentaire réalisé par Cesar Paes
- 2014 : Ady Gasy, documentaire réalisé par Lova Nantenaina[8]
- 2006 : Batuque, l'âme d'un peuple, documentaire, réalisé par Julio Silvão Tavares
- 2005 : Le sifflet, court-métrage réalisé par As Thiam
- 2004 : Mahaleo, documentaire réalisé par Cesar Paes et Raymond Rajaonarivelo 102 min, coproduit par ARTE Cinema avec la participation de Canal +
- 2000 : Saudade do Futuro, documentaire réalisé par Cesar Paes
- 1992 : Aux guerriers du silence, documentaire réalisé par Cesar Paes